# Jiuaz Dospánova
Jiuaz Qayrkyzy Dospánova (en ruso: Хиуаз Каировна Доспанова, en kazajo: Хиуаз Қайырқызы Доспанова; 15 de mayo de 1922 - 20 de mayo de 2008) fue una aviadora militar soviética de etnia kazaja que sirvió durante la Segunda Guerra Mundial, en el 588.º Regimiento de Bombardeo Nocturno, apodado por los alemanes «Brujas de la Noche». Además de ser la primera mujer oficial kazaja en la Fuerza Aérea Soviética, fue la única mujer kazaja en servir en el regimiento. A pesar de sufrir múltiples fracturas en sus piernas en una colisión terrestre en 1943, regresó al servicio activo y continuó participando en salidas en contra de las recomendaciones del médico; finalmente fue galardonada con el título de Heroína de Kazajistán, en 2004, por el presidente de Kazajistán, Nursultán Nazarbáyev.

## Biografía

### Infancia y juventud
Jiuaz Dospánova nació el 15 de mayo de 1922 en el pueblo de Gányushkino en la RASS de Kazajistán, hoy Kurmangazý en la provincia de Atirau, Kazajistán. Proviene del clan Mascar de la tribu Bayuly.
En 1940, se graduó con una medalla de oro en la escuela secundaria N.º 1 de la ciudad de Uralsk (Kazajistán), junto con su graduación, recibió un certificado de piloto de reserva del club de vuelo local, después de lo cual se fue a Moscú y solicitó ser admitida en la Academia de la Fuerza Aérea Zhukovski, solicitud que es rechazada, puesto que en esa época la academia no aceptaba mujeres. Después de la negativa, se matriculó en la Primera Universidad Estatal de Medicina de Moscú. Cuando terminó el primer año en la universidad, comenzó la Gran Guerra Patria. Era verano de 1941.

### Segunda Guerra Mundial
El 13 de octubre de 1941, Jiuaz y su compañera de clase Tatiana Sumarókova concertaron una cita con Marina Raskova, quien participó en la formación de regimientos aéreos de mujeres. Ambas fueron aceptadas e inscritas en el grupo de navegantes.
En octubre de 1941, ingresó en la Escuela de Aviación Militar de Engels, para convertirse en navegante en el 588.º Regimiento de Bombardeo Nocturno, uno de los tres regimientos de aviación formados por mujeres, fundados por Marina Raskova y liderado por la mayor Yevdokía Bershánskaia. El regimiento estaba formado íntegramente por mujeres voluntarias, desde las técnicos hasta las pilotos, todas ellas de una edad cercana a los veinte años.
El 23 de mayo de 1942, el regimiento fue transferido a la 218.º División de Bombarderos Nocturnos del Frente Sur (estacionada en el aeródromo de la aldea de Trud Gornyaká cerca de Voroshilovgrado). La propia Marina Raskova las acompañó hasta su destino y luego dio un conmovedor discurso de despedida antes de regresar a Engels. En su nuevo destino, el regimiento quedó adscrito al 4.º Ejército Aéreo al mando del mayor general Konstanín Vershinin. Fue el primero de los tres regimientos femeninos en entrar en combate.

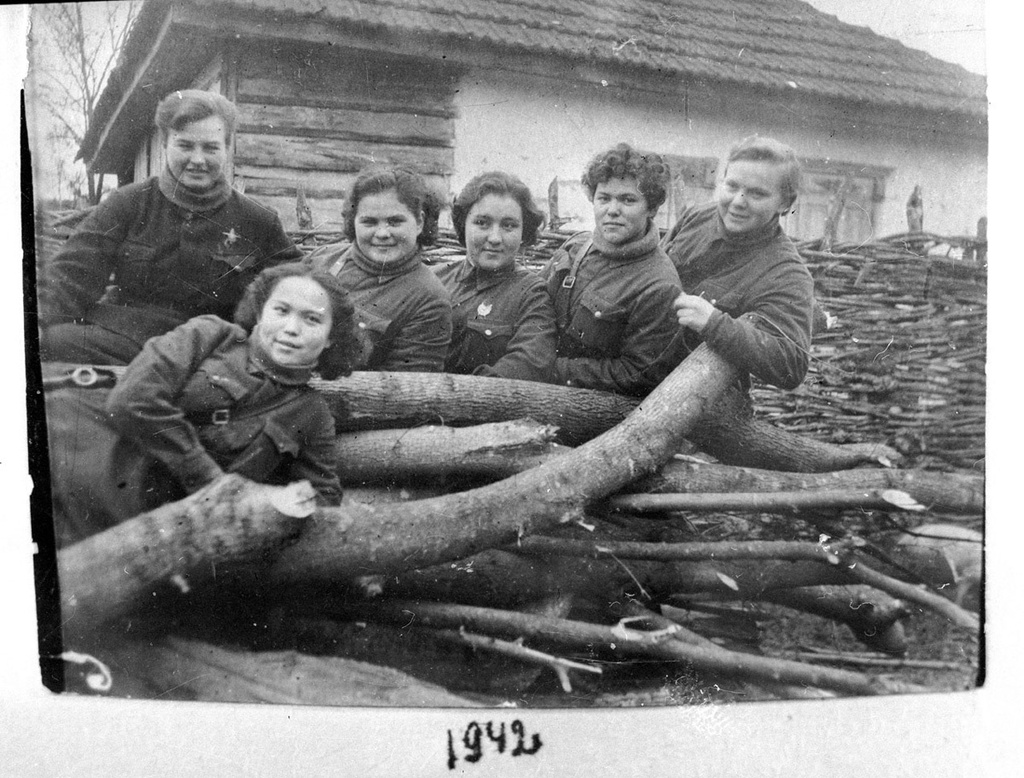
Foto de Jiuaz Dospánova (primera por la izquierda) y otras pilotos del 588.º Regimiento de Aviación de Bombarderos Nocturnos en 1942

El 8 de febrero de 1943, el 588.º Regimiento de Bombardero Nocturno recibió el rango de Guardias y pasó a llamarse 46.º Regimiento de Bombardeo Nocturno de la Guardia, y un poco más tarde recibió el nombre honorífico de «Tamán» por su destacada actuación durante los duros combates aéreos en la península de Tamán, en 1943 (véase Batalla del cruce del Kubán).
El 1 de abril de 1943, el regimiento estaba estacionado en el pueblo de Pashkóvskaya, a las afueras de Krasnodar, cuando la navegante Jiuaz sufrió un terrible accidente. Mientras aterrizaba después de una misión de combate, el Polikarpov Po-2 en el que volaba Dospánova y la piloto Yulia Pasjova, chocó contra el avión del comandante de escuadrón Polina Makogón y Lidia Svistunova. Las dos pilotos del otro avión murieron en el accidente y Pasjova murió en la mesa de operaciones; Se creía que Dospánova también estaba muerta después de no moverse durante un tiempo, pero las enfermeras finalmente se dieron cuenta de que todavía estaba viva porque no mostraba signos de pallor mortis mucho después de que asumieron que estaba muerta, por lo que se sometió a una serie de cirugías durante varios días. Sus piernas desarrollaron gangrena, pero el médico se negó a amputárselas, diciendo que las necesitaría.
Dospánova tuvo que llevar ambas piernas escayoladas durante semanas y caminó con un bastón bastante tiempo después de que le quitaron las escayolas. Seis meses después regresó a su unidad, pero el comandante de la unidad la transfirió al cuartel general para trabajar como jefa de comunicaciones del regimiento, ya que seguía teniendo enormes dificultades para usar las piernas, por lo que necesitaba ayuda para entrar y salir de la carlinga del avión.
Durante el tiempo que voló como navegante en misiones de combate, realizó unas 300 salidas de combate hasta el final de la guerra. Desde el 15 de mayo de 1944, como parte de la 325.ª División de Aviación de Bombarderos Nocturnos del 4.° Ejército Aéreo del Segundo Frente Bielorruso, participó en la operación Bagratión (22 de junio-31 de agosto de 1944), la ofensiva del Vístula-Óder (12 de enero-2 de febrero de 1945), y finalmente en la ofensiva de Prusia Oriental (13 de enero-25 de abril de 1945).

### Posguerra
Después de la guerra consideró regresar a la universidad de medicina pero después de reunirse con el primer secretario del comité regional del partido comunista de Kazajistán Occidental, Minaidar Salin, decidió trabajar para el partido comunista en su natal Kazajistán.
A la edad de 23 años ingresó en la Escuela Superior del Partido en Almatý. Creó una familia, tuvo dos hijos. Jiuaz pasó de ser instructora del comité de distrito del partido en su natal Kazajistán Occidental a secretario del Comité Central del Komsomol de Kazajistán. En 1951, fue elegida diputada del Sóviet Supremo de la República Socialista Soviética de Kazajistán y, en la primera sesión, secretaria de su Presídium. Antes de jubilarse, Jiuaz Dospánova fue secretaría del comité del partido de la ciudad de Alma Ata, mostrando una participación activa en la vida de la capital.
A finales de la década de 1950, se hicieron sentir las consecuencias de las heridas y contusiones que recibió en combate, y su salud se deterioró notablemente. En 1959, a la edad de 37 años, se vio obligada a retirarse. Describió sus recuerdos de la guerra y los vuelos de combate en el libro «A las órdenes de Raskova».
Murió el 20 de mayo de 2008 a la edad de 86 años en Almatý, la ciudad más grande de Kazajistán.

## Reconocimientos
En 2020, en vísperas del 75.º aniversario de la victoria en la Gran Guerra Patria, el aeropuerto internacional y el palacio de deportes de Atirau fueron renombrados en honor de Jiuaz Dospánova, y el 7 de mayo de 2010, frente al edificio del aeropuerto se erigió, un monumento también en su honor. En 2017, la escultura «Gloriosas hijas del pueblo kazajo» se inauguró en Uralsk en la plaza Manshuk Mamétova. La escultura representa a las heroínas de la Gran Guerra Patria de origen kazajo: Manshuk Mametova, Aliyá Moldagulova y Jiuaz Dospánova.
El 3 de octubre de 2020, en vísperas de la celebración del 380.º aniversario de la ciudad de Atirau, tuvo lugar la ceremonia de inauguración de una placa conmemorativa en recuerdo de Jiuaz Dospánova, en la fachada del Aeropuerto Internacional de Atirau.
El 8 de mayo de 2022, víspera del 77.º aniversario de la victoria de la Unión Soviética en la Segunda Guerra Mundial, con motivo del centenario de su nacimiento el Museo Estatal Central en Almaty, organizó una exposición itinerante donde se exhibieron unos 90 de los más de 150 objetos relacionados con Dospánova con los que cuenta la colección del museo, incluidas sus cartas, certificados de condecoraciones, fotos con familiares y amigos de primera línea de combate. Además una delegación de la Sociedad Histórica Rusa entregó varios documentos de archivo únicos sobre la participación de soldados kazajos en la Batalla de Moscú al Museo Estatal de Historia Militar.
Su ejemplo y valor aún hoy en día es recordado en su natal Kazajistán. Así Ardana Botai la primera mujer piloto de combate de Kazajistán dijóː «En el proceso de estudiar las complejidades de la aviación, aprendí sobre muchos pilotos destacados de la Gran Guerra Patria», dijo la piloto. «Esta la legendaria Jiuaz Dospánova, quien sirvió en el regimiento femenino de bombarderos nocturnos. Y, por supuesto, mi compatriota Nurkén Abdírov. Sus acciones me inspiran y me hacen estudiar aún mejor para defender mi patria, si es necesario».

## Condecoraciones
A lo largo de su vida Jiuaz Dospánova recibió las siguientes condecoraciones
|  | Héroe de Kazajistán (Kazajistán; 7 de diciembre de 2004)                                               |
|  | Orden de Otan (Kazajistán)                                                                             |
|  | Medalla del 10.º Aniversario de Astaná (Kazajistán)                                                    |
|  | Orden de la Guerra Patria de 1.er grado (11 de marzo de 1985)                                          |
|  | Orden de la Guerra Patria de 2.do grado (29 de febrero de 1944)                                        |
|  | Orden de la Bandera Roja del Trabajo (28 de octubre de 1948)                                           |
|  | Orden de la Estrella Roja (26 de diciembre de 1942)                                                    |
|  | Medalla al Trabajador Veterano                                                                         |
|  | Medalla Conmemorativa por el Centenario del Natalicio de Lenin «Al valor militar»                      |
|  | Medalla por la Defensa del Cáucaso (1944)                                                              |
|  | Medalla por la Liberación de Varsovia (1945)                                                           |
|  | Medalla por la Victoria sobre Alemania en la Gran Guerra Patria 1941-1945 (1945)                       |
|  | Medalla Conmemorativa del 20.º Aniversario de la Victoria en la Gran Guerra Patria de 1941-1945 (1965) |
|  | Medalla Conmemorativa del 30.º Aniversario de la Victoria en la Gran Guerra Patria de 1941-1945 (1975) |
|  | Medalla Conmemorativa del 40.º Aniversario de la Victoria en la Gran Guerra Patria de 1941-1945 (1985) |
|  | Medalla Conmemorativa del 50.º Aniversario de la Victoria en la Gran Guerra Patria de 1941-1945        |
|  | Medalla Conmemorativa del 60.º Aniversario de la Victoria en la Gran Guerra Patria de 1941-1945        |
|  | Medalla del 50.º Aniversario de las Fuerzas Armadas de la URSS                                         |
|  | Medalla del 60.º Aniversario de las Fuerzas Armadas de la URSS                                         |
|  | Medalla del 70.º Aniversario de las Fuerzas Armadas de la URSS                                         |

### Listas relacionadas
- Lista de heroínas de la Unión Soviética